# Pavel Kuba
Pavel Kuba (* 9. května 1964) je český podnikatel a místní politik, od roku 2010 zastupitel a od roku 2014 starosta Mohelnice.

## Politické působení
V komunálních volbách v roce 2010 byl zvolen mohelnickým zastupitelem, když kandidoval na 2. místě kandidátní listiny jako nestraník za ČSSD. V listopadu 2010 byl poté zvolen neuvolněným místostarostou města. Během volebního období však postupně došlo k několika výměnám ve funkci mohelnického starosty a vůbec celého vedení města (sám Kuba skončil jako místostarosta v listopadu 2013), načež v dubnu 2014 byl Kuba zvolen pověřeným starostou města.
V komunálních volbách v roce 2014 byl opět zvolen mohelnickým zastupitelem, tentokrát jako lídr Sdružení nezávislých kandidátů s názvem Mohelnická demokracie. Toto uskupení ve volbách jednoznačně zvítězilo a Kuba tak byl v listopadu 2014 zvolen řádným starostou města. V krajských volbách v roce 2016 neúspěšně kandidoval z 9. místa kandidátní listiny subjektu OBČANÉ PRO OLOMOUCKÝ KRAJ - volba OK. V komunálních volbách v roce 2018 nicméně obhájil jako lídr Mohelnické demokracie funkci zastupitele města a ještě v říjnu 2018 byl opět zvolen starostou města. Od března 2019 čelil několik měsíců opakovaným snahám o odvolání z funkce ze strany opozičních zastupitelů. Při snaze jej odvolat v březnu 2019 přitom nedopatřením hlasoval pro své odvolání a ve funkci setrval jen díky dostatečně silné koaliční většině v mohelnickém zastupitelstvu.
Jako lídr Mohelnické demokracie byl opět zvolen zastupitelem města i v komunálních volbách v roce 2022. Následně obhájil i funkci mohelnického starosty. Server IDNES.cz v únoru 2025 nicméně uvedl, že Kuba nekomunikuje s mohelnickou místostarostkou Janou Kubíčkovou (zvolenou na stejné kandidátní listině) a na radnici tak panují špatné vztahy.